# Lokalproducerat pjas
Lokalproducerat pjas är det andra albumet av den finlandssvenska gruppen Kaj. Albumet släpptes 2014.

## Låtlista
1. Heimaini i skick (Fest på lokalin remix)
2. Pollenallergiker
3. Bodil twista me beinprotes
4. Rock elo blus
5. No far ja å tipp
6. Polka på Pittjärv paviljongen
7. Siisti mopo (Ur den finlandssvenska ungdomsmusikalen "Jäbän i Pampas")
8. Beundrarpost
9. Slaktar-Matts epistel
10. Shärilock Holm theme
11. Jåo nåo e ja jåo yolo ja nåo